# Віктор-Влад-Деламаріна (комуна)
Віктор-Влад-Деламаріна (рум. Victor Vlad Delamarina) — комуна у повіті Тіміш в Румунії. До складу комуни входять такі села (дані про населення за 2002 рік):
- Віктор-Влад-Деламаріна (460 осіб) — адміністративний центр комуни
- Вісаг (448 осіб)
- Педурень (231 особа)
- Петроаса-Маре (888 осіб)
- Пінь (40 осіб)
- Херендешть (486 осіб)
- Хоноріч (360 осіб)

Комуна розташована на відстані 356 км на північний захід від Бухареста, 53 км на схід від Тімішоари.

## Населення
За даними перепису населення 2002 року у комуні проживали 2913 осіб.
Національний склад населення комуни:
| Національність | Кількість осіб | Відсоток |
| -------------- | -------------- | -------- |
| румуни         | 2107           | 72,3%    |
| українці       | 569            | 19,5%    |
| німці          | 81             | 2,8%     |
| цигани         | 73             | 2,5%     |
| угорці         | 43             | 1,5%     |
| серби          | 1              | < 0,1%   |
| словаки        | 1              | < 0,1%   |

Рідною мовою назвали:
| Мова       | Кількість осіб | Відсоток |
| ---------- | -------------- | -------- |
| румунська  | 2148           | 73,7%    |
| українська | 559            | 19,2%    |
| німецька   | 83             | 2,8%     |
| циганська  | 43             | 1,5%     |
| угорська   | 41             | 1,4%     |
| сербська   | 1              | < 0,1%   |
| словацька  | 1              | < 0,1%   |

Склад населення комуни за віросповіданням:
| Релігія                             | Кількість осіб | Відсоток |
| ----------------------------------- | -------------- | -------- |
| православні                         | 2392           | 82,1%    |
| п'ятдесятники                       | 194            | 6,7%     |
| римо-католики                       | 156            | 5,4%     |
| греко-католики                      | 73             | 2,5%     |
| баптисти                            | 71             | 2,4%     |
| бретрени                            | 21             | 0,7%     |
| реформати                           | 3              | 0,1%     |
| адвентисти                          | 1              | < 0,1%   |
| лютерани (Аугсбурзького сповідання) | 1              | < 0,1%   |
| не релігійні                        | 1              | < 0,1%   |